# さよならと言われて
「さよならと言われて」（さよならといわれて）は、1985年9月21日に発売された松本典子の3枚目のシングル。

## 解説
表題曲「さよならと言われて」の作曲は、呉田軽穂こと松任谷由実。
この曲で1985年(昭和60年)第27回日本レコード大賞 新人賞を受賞した。
また、TBS系列『ザ・ベストテン』第401回(1985年10月24日放送)のスポットライトコーナーで出演を果たしている。

## 収録曲
1. さよならと言われて
  - 作詞：銀色夏生 / 作曲：呉田軽穂 / 編曲：松任谷正隆
2. デ・リ・ケ・ー・ト
  - 作詞：麻生圭子 / 作曲・編曲：後藤次利

## 参考資料
- 第27回日本レコード大賞  – 日本作曲家協会
- さよならと言われて歌詞  – UtaTen
- Idol.ne.jp | 70-80年代アイドル・芸能・サブカル考察サイト